# Processus de paix israélo-palestinien
Le processus de paix israélo-palestinien décrit les efforts entrepris, par les parties impliquées et par la communauté internationale, pour trouver une solution durable au conflit israélo-palestinien, et plus largement au conflit israélo-arabe.
Des solutions diverses ont été proposées et initiées depuis quelques décennies. Certaines démarches ont abouti aux Accords de Camp David signés entre Israël et l'Égypte en 1978, et aux Accords d'Oslo signés entre Israël et l'OLP en 1993. De nombreux groupes de travail ou individus ont tenté de proposer de nouvelles solutions lorsque le conflit a semblé dans l'impasse, pour sortir de la situation de guerre en contournant les problèmes religieux.
L'expression « processus de paix » est aujourd'hui largement employée pour se référer de façon neutre aux conflits du Moyen-Orient. Toutefois, depuis la Seconde Intifada et la vague d'attentats-suicides palestiniens, son emploi décline en Israël. On lui préfère, dans les médias israéliens, un équivalent en hébreu התהליך המדיני qui signifie « processus politique international » alors que « processus de paix » est utilisé parfois avec ironie.
En 2003, les accords de Genève sont signés.

## Perception israélienne

### Dans la société israélienne
Selon Eric Gould et par Esteban Klor, les attaques terroristes palestiniennes influencent l'opinion publique israélienne à effectuer des concessions territoriales aux Palestiniens.

## Perception palestinienne
En 1993, avec les accords d'Oslo, Yasser Arafat accepte officiellement l'existence d'Israël, en rupture avec la politique de destruction d'Israël de son organisation politique, l'OLP.
En 2000, Yasser Arafat refuse le plan de création d'un état palestinien proposé par le gouvernement d'Ehud Barak, car il ne comprend pas le droit au retour des réfugiés palestiniens.
En 2008, le Hamas se dit prêt à accepter une hudna islamique (trêve temporaire), dans le cas ou Israël accepterait les revendications palestiniennes de frontières sur la ligne verte et l'acceptation des réfugiés palestiniens. Le Hamas et le Jihad Islamique ont pour objectif de conquérir Israël et de le remplacer par un état islamique.

## Chronologie des tentatives d’accords
Source : Article du Journal « Jeune Afrique » par Frida DAHMANI - 14 octobre 2023.
https://www.jeuneafrique.com/1491961/politique/israel-palestine-la-chronologie-des-tentatives-daccords/
"Depuis les premières implantations de communautés juives en Palestine, les parties en présence n’ont cessé de discuter pour trouver un terrain d’entente. Un interminable « processus de paix » semé de quelques avancées, et de beaucoup d’échecs.
1916 : Accords Sykes-Picot. Deux diplomates, le Britannique Sir Mark Sykes et le Français François Georges-Picot, signent en secret un partage du Moyen-Orient qui sera effectif à la fin de la Première guerre mondiale et après la chute de l’Empire ottoman, entériné par la conférence de San Remo (Italie) en 1920.
1917 : Déclaration Balfour. Lord Arthur Balfour, secrétaire britannique aux Affaires étrangères, annonce à Lord Lionel Rothschild, éminente figure de la communauté juive et financier du sionisme, que « le gouvernement de sa Majesté envisage favorablement l’établissement en Palestine d’un foyer national pour le peuple juif ».
1919 : Accords Fayçal-Weizmann. Conclus à la Conférence de paix de Paris par Haïm Weizmann, chef de la délégation sioniste, et Fayçal ibn Hussein, chef de la délégation arabe, ils portent sur l’implantation de colonies juives en Palestine déjà effective depuis 1883, et envisagent une forme de coopération économique. Ils resteront sans suite, comme la Conférence du Caire de 1922.
1937 : Proposition de la création de deux États par la Commission Peel. En 1939, le Livre Blanc de Malcolm MacDonald envisage d’établir un gouvernement mixte arabo-juif avec une stricte attribution des terres. Ces séries de propositions sont rejetées.
1948 : Résolution 194. Après la création de l’État d’Israël la même année, l’ONU adopte la résolution 194 qui crée la Commission de conciliation des Nations unies pour la Palestine. Elle réaffirme notamment le droit au retour des réfugiés palestiniens.
1978 : Camp David I. Après l’échec de la Conférence de Genève de 1973 où les Palestiniens n’étaient pas représentés, les accords de Camps David I instaurent la paix entre l’Égypte et Israël. Ils prévoient également la mise en place d’un gouvernement autonome en Cisjordanie et dans la bande de Gaza.
1993 : Accords d’Oslo. La première Intifada de 1988 a débouché sur les négociations de la Conférence de Madrid en 1991, qui aboutiront aux accords d’Oslo signés par le Premier ministre israélien Yitzhak Rabin et Yasser Arafat, chef de l’Organisation de Libération de la Palestine (OLP). Les signataires reconnaissent les entités palestinienne et israélienne et valident la création d’une Autorité palestinienne qui gérera les territoires. L'accord de Taba en 1995 puis les Wye River en 1998 prévoient l’évacuation des territoires occupés par l’armée israélienne depuis 1967.
2000 : Après l’échec de Camp David II en juillet 2000, la rencontre entre le Premier ministre israélien, Ehoud Barak et Yasser Arafat porte sur la mise en œuvre des accords de 1993. Une discussion sans effet que les conclusions de la Commission Mitchell mise en place par le président américain Bill Clinton et appelant à la reprise des négociations, ne parviendront pas à relancer.
2001 : Sommet de Taba. La deuxième Intifada s’invite autour de table qui réunit dirigeants israéliens et palestiniens. Ils s’accordent sur le statut de Jérusalem, ville ouverte, avec une répartition de l’autorité dans les quartiers juif et arabe. Mais les résultats espérés sont revus à la baisse.
2002 : Plan de paix saoudien. Amorcé en 1970 puis repris en 1981, ce plan s’appuie sur une « initiative arabe de paix » qui prévoit la création d’un État palestinien dont Jérusalem-Est serait la capitale, ainsi que le retrait d’Israël des territoires occupés depuis 1967 et le droit au retour des réfugiés palestiniens.
2002 : « Feuille de route pour la paix » ou « roadmap ». Sur la base de deux États, cette initiative du président américain George W. Bush devait se dérouler en trois étapes pour parvenir à une paix durable à l’horizon 2005.
2003 : « Initiative de Genève ». Modèle d’accords de paix discuté par des Israéliens et Palestiniens non mandatés par leurs autorités respectives.
2005 : Sommet de Charm el-Cheikh (en). Les travaux annoncent la fin de la deuxième Intifada qui déclenche la libération de 900 détenus palestiniens et le retrait progressif d’Israël de villes palestiniennes et de la bande de Gaza. La « Feuille de route pour la paix » de 2002 semble être mise en œuvre.
2007 :  Conférence d’Annapolis. Sur fond de crise de légitimité aussi bien en Palestine qu’en Israël, la conférence visant à établir les étapes d’un plan de paix tourne court alors que Mahmoud Abbas, président de l’Autorité palestinienne et Ehoud Olmert, Premier ministre israélien, s’étaient déclarés favorables à une solution à deux États. Il était également fortement question d’une présence palestinienne à Jérusalem et d’un retrait israélien de Cisjordanie.
2020 : Accords d’Abraham. Changement de stratégie pour le président américain Donald Trump. Plus question de mettre en présence Palestiniens et Israéliens. Les chiites, proches de l’Iran, sont mis à l’écart et les négociations visent à entamer un processus de normalisation entre Israël, Bahreïn, les Émirats arabes unis, le Soudan et le Maroc. L’Arabie Saoudite était la prochaine sur la liste avant le déclenchement des hostilités du 7 octobre 2023. Le processus de normalisation semble fragiliser la position palestinienne et rendre de moins en moins crédible la solution à deux États."

### Démarches et actions depuis 2022
Plusieurs pays ont fait des démarches considérées nécessaires pour remédier au conflit. En effet, la paix et la sécurité des civils ainsi que des territoires sont au cœur de ces discussions qui ont eu lieu entre les représentants politiques ainsi que des présidents. En ce qui concerne la Palestine et Israël, une rencontre a eu lieu avec le président Mahmoud Abbas et le ministre de la Défense israélienne de façon à réduire les frictions entre les deux peuples. Des compromis ont vu le jour depuis cette rencontre telle que « l’enregistrement de quelque 9 500 Palestiniens en Cisjordanie et à Gaza, une avance de 100 millions de shekels israéliens sur les recettes de dédouanement qu’Israël perçoit au nom de l’Autorité palestinienne, et la délivrance de permis d’entrée supplémentaires pour les fonctionnaires et les hommes d’affaires palestiniens. (19 janvier 2022) ».